# Бенни, Дэниел
Даниэл Бенни (англ. Daniel Bennie; род. 13 апреля 2006, Гонконг) — австралийский футболист, вингер клуба «Куинз Парк Рейнджерс».

## Клубная карьера
Бенни — воспитанник клубов «Джоондалуп Юанйтед» и «Перт Глори». 18 июля 2023 года в поединке Кубка Австралии против «Макартура» игрок дебютировал за основной состав последних. 22 октября в матче против «Ньюкасл Юнайтед Джетс» он дебютировал в А-Лиге. 31 марта 2024 года в поединке против «Мельбурн Виктори» Даниэл забил свой первый гол за «Перт Глори». В 2024 году Бенни перешёл в английский «Куинз Парк Рейнджерс». 10 августа в матче против «Вест Бромвич Альбион» он дебютировал в Чемпионшипе. 

## Международная карьера
В 2023 году в составе юношеской сборной Австралии Бенни принял участие в юношеском Кубке Азии в Таиланде. На турнире он сыграл в матчах против команд Китая, Таджикистана и Японии. В поединке против таджиков Даниэл забил гол.
В 2025 году в составе молодёжной сборной Австралии Бенни стал победителем молодёжного Кубка Азии в Китае. На турнире он сыграл в матчах против сборных Киргизии, Катара, Китая, Ирака, Японии и Саудовской Аравии. В поединках против киргизов и катарцев Даниэл забил по голу.

## Достижения
Международные
 Австралия (до 20)
- Победитель молодёжного Кубка Азии — 2025